# W123-10
w123-10 — бактерия (филотип), найденная в подлёдном озере Восток (Антарктида).
Бактерия была найдена в намерзшей на буровой коронке воде, появившейся при бурении скважины в подлёдном озере Восток. Имеет связь с неизвестным филотипом AF532061, обнаруженным в аккреционном льду Востока.
Найденная бактериальная жизнь под льдом Антарктиды, в том числе w123-10, позволяет рассматривать астробиологам возможность существования бактерий в открытых подземных водах на Марсе и других схожих астрообъектах.
Открывший бактериальную жизнь под озером «Восток» Булат С.А. приглашался в 2020 году как докладчик на конференцию по астробиологии.

## История
Первый заход в озеро Восток был осуществлен на глубине 3769,3 метра 6 февраля 2012 года; второй — на глубине 3769,15 м примерно через 3 года, 25 января 2015 года.
В 2012 году для биологических исследований была получена небольшая проба замерзшей воды. В 2012—2013 годах бурильщики повторно извлекли керн из быстро замерзшей озерной воды и получили 32 метра ледяного керна.
Анализ первых проб воды озера осуществлялся около года, после чего, в марте 2013 года, было заявлено об обнаружении нового класса морозостойких бактерий
Всего путем секвенирования генов бактериальной рРНК было обнаружено 49 бактериальных филотипов. Из них только два успешно прошли все критерии загрязнения. Первым фенотипом стал неопознанный неклассифицированный бактериальный филотип w123-10. Его филогенетическое отнесение к бактериальным отделам также было неудачным, за исключением того факта, что он показал надежную кластеризацию с неопознанной бактерией AF532061, ранее обнаруженной в аккреционном льду. У него менее чем 86 % сходства последовательности с известными таксонами.
В последующей работе w123-10 определяется как вероятно принадлежащий разделу Parcubacteria Candidatus Adlerbacteria